# Jezero Winnipesaukee
Jezero Winnipesaukee je největší jezero ve státě New Hampshire ve Spojených státech amerických. Nachází se v okrese Belknap County a Carroll County.
Jezero je 33,4 km dlouhé a 14,5 km široké. Kolem jezera se nachází města Alton, Gilford, Laconia, Meredith, Center Harbor, Moultonborough, Tuftonboro, Wolfeboro.

## Ostrovy
V jezeře se nachází minimálně 258 ostrovů. Např. Long Island, Bear Island, Cow Island, Governors Island nebo Rattlesnake Island.